# ریچی بومن
ریچی بومن (انگلیسی: Richie Bowman؛ زادهٔ ۲۵ سپتامبر ۱۹۵۴) بازیکن فوتبال اهل بریتانیا است.
از باشگاه‌هایی که در آن بازی کرده‌است می‌توان به باشگاه فوتبال چارلتون اتلتیک و باشگاه فوتبال ردینگ اشاره کرد.